# Тетерукові
Тетерукові (Tetraonini) — триба куроподібних птахів родини фазанових (Phasianidae). До недавнього часу тетерукових виділяли у окрему родину Tetraonidae або підродину Tetraoninae. Лісові птахи середнього розміру, поширені у північних частинах Євразії та Північної Америки.

## Морфологічні ознаки

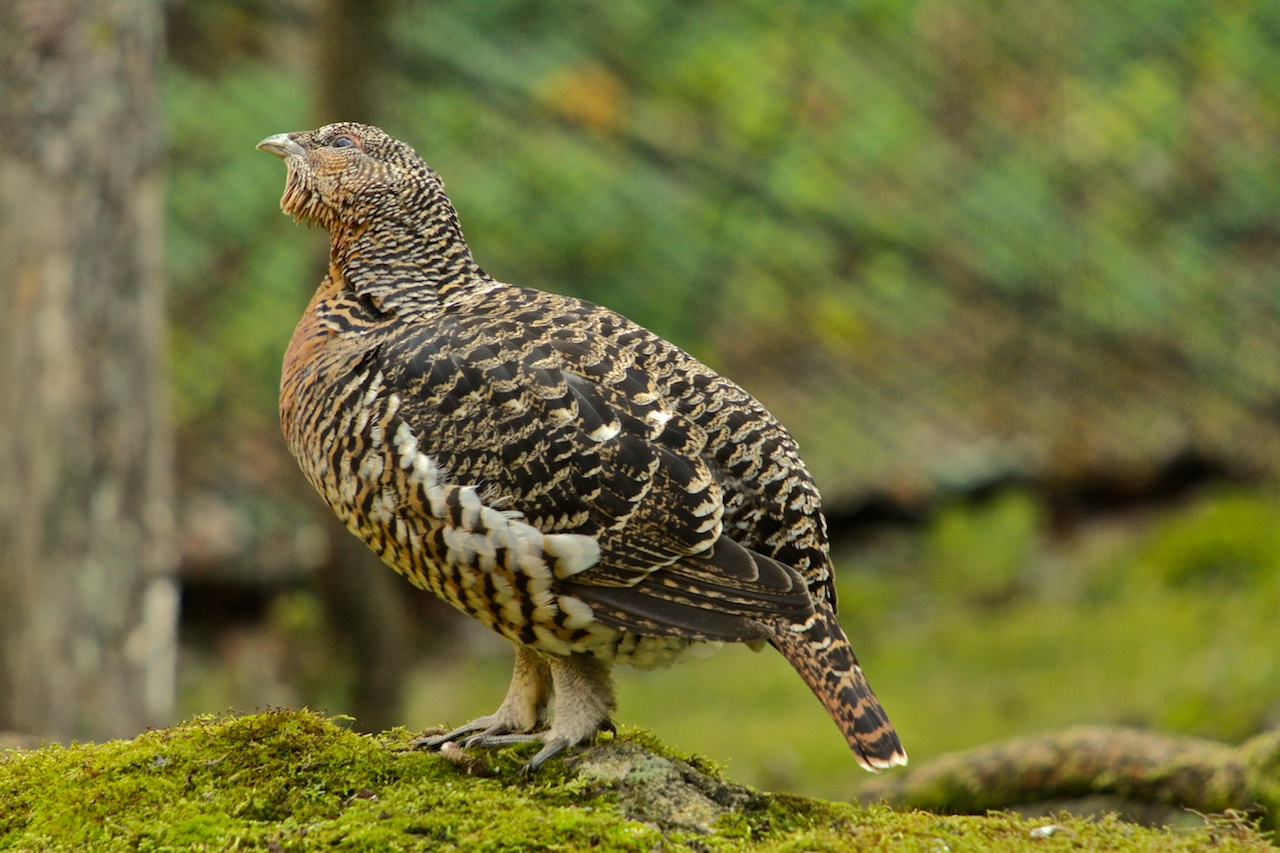
У самки глушця добре помітні оперені лапи

Маса тіла від 400 г до 6,5 кг. Виражений статевий диморфізм. Птахи з коротким та випуклим дзьобом (крім глушця), ріжучим краєм рамфотеки, опереними ніздрями. Опереним є також плесно, причому в більшості випадків опереними є також при основі і пальці, а у білих куріпок пальці оперені повністю, за винятком самих їхніх кінчиків. У більшості видів на зиму по краях пальців відростає рогова бахрома, що полегшує пересування по снігу та занурювання у нього. Для тетерукових характерним є значний розвиток парних сліпих кишок, що помітно підвищують ефективність травлення. У глушця довжина цих кишок становить 70—80 % від довжини всього кишечника, а у білої куріпки — до 138 %.
Крім традиційного для усіх куроподібних щорічного повного линяння, що починається пізно навесні та закінчується у жовтні, у багатьох видів є ще часткове літнє линяння. Найскладніша схема линяння у білих куріпок, що пов'язане з набуттям ними на зиму маскувального білого забарвлення.

## Особливості екології

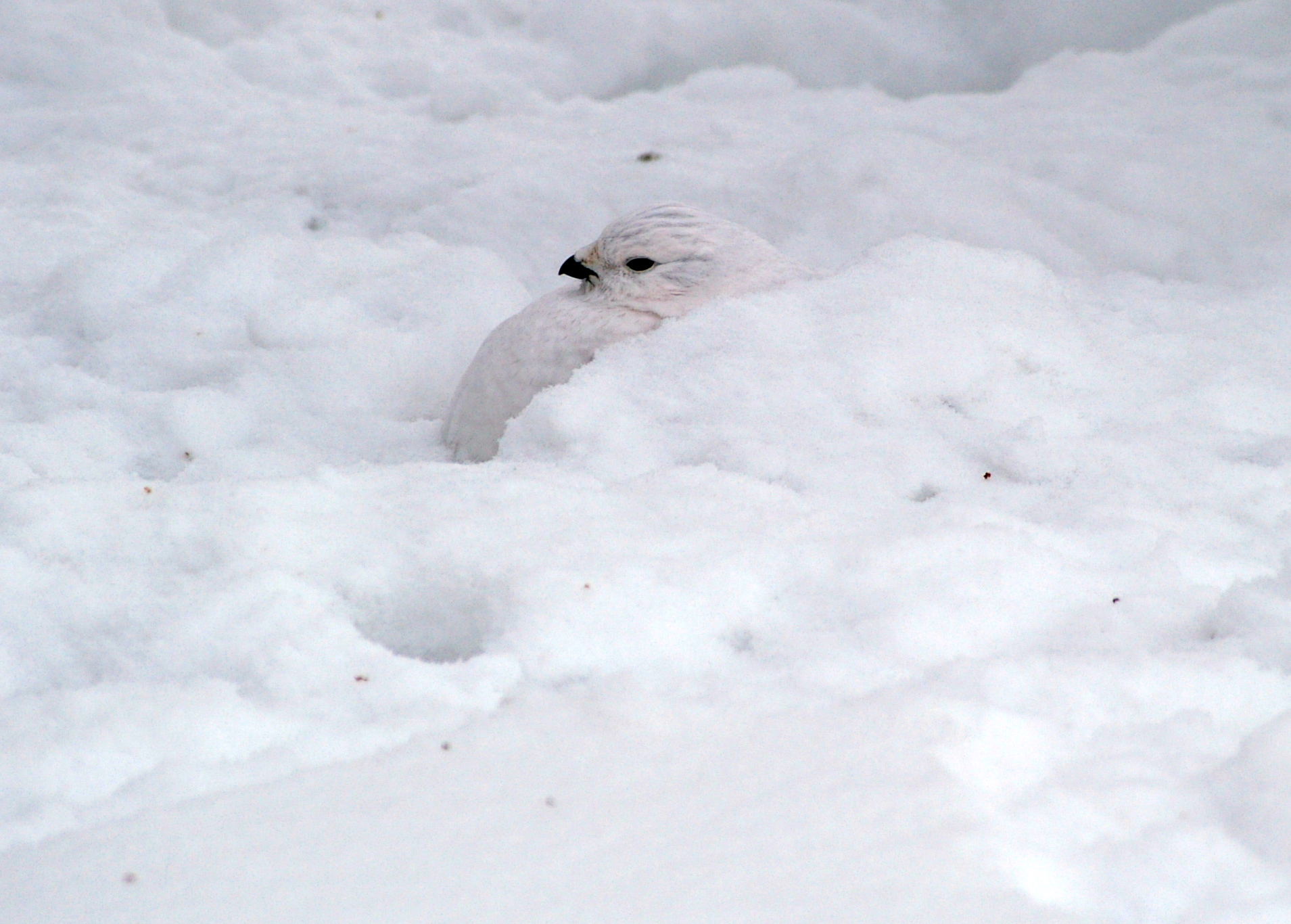
Куріпка біла в снігу

Більшість тетерукових є лісовими птахами, деякі можуть мешкати серед відкритого степу або голої арктичної тундри.
Серед тетерукових є і моногами (орябок, біла куріпка), і полігами (більшість). Для останніх характерним є груповий тік: самці збираються на спеціальні площадки — токовища, де виконують складні ритуали із специфічними позами і звуками. Гнізда влаштовують на землі, вони являють собою ямки у ґрунті, вистелені невеликою кількістю сухих стебел, листям та пір'ям насиджуючого птаха. У кладці найчастіше 6—10 (до 15) яєць. Пташенята виводкові.
Характерною рисою поведінки взимку є закопування птахів на ніч у сніг. Температура повітря у підсніжній камері зазвичай дещо нижча за 0 °C. Дана особливість є пристосуванням до життя в умовах морозних снігових зим.
Основним кормом взимку є кінцеві пагони, бруньки та хвоя дерев і кущів. Гострі краї рамфотеки дозволяють легко підрізати та відривати ці частини рослин. Для перетравлення цієї грубої їжі у тетерукових наявна товста ребриста кератинова вистилка у шлунку, який має потужні м'язи; для перетирання їжі заковтуються гастроліти. У теплий період року головним кормом стають молоді зелені частини рослин, квіти трав та кущів, а восени майже усі тетерукові переходять на живлення ягодами. Комах вживають мало, більше ними живляться пташенята.

## Значення та охорона
Тетерукові — цінні об'єкти спортивного полювання, проте багато видів знаходяться під охороною. Усі види, що зустрічаються в Україні, занесені до Червоної книги України.

## Філогенія та систематика

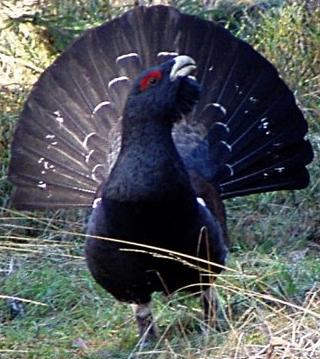
Самець глушця

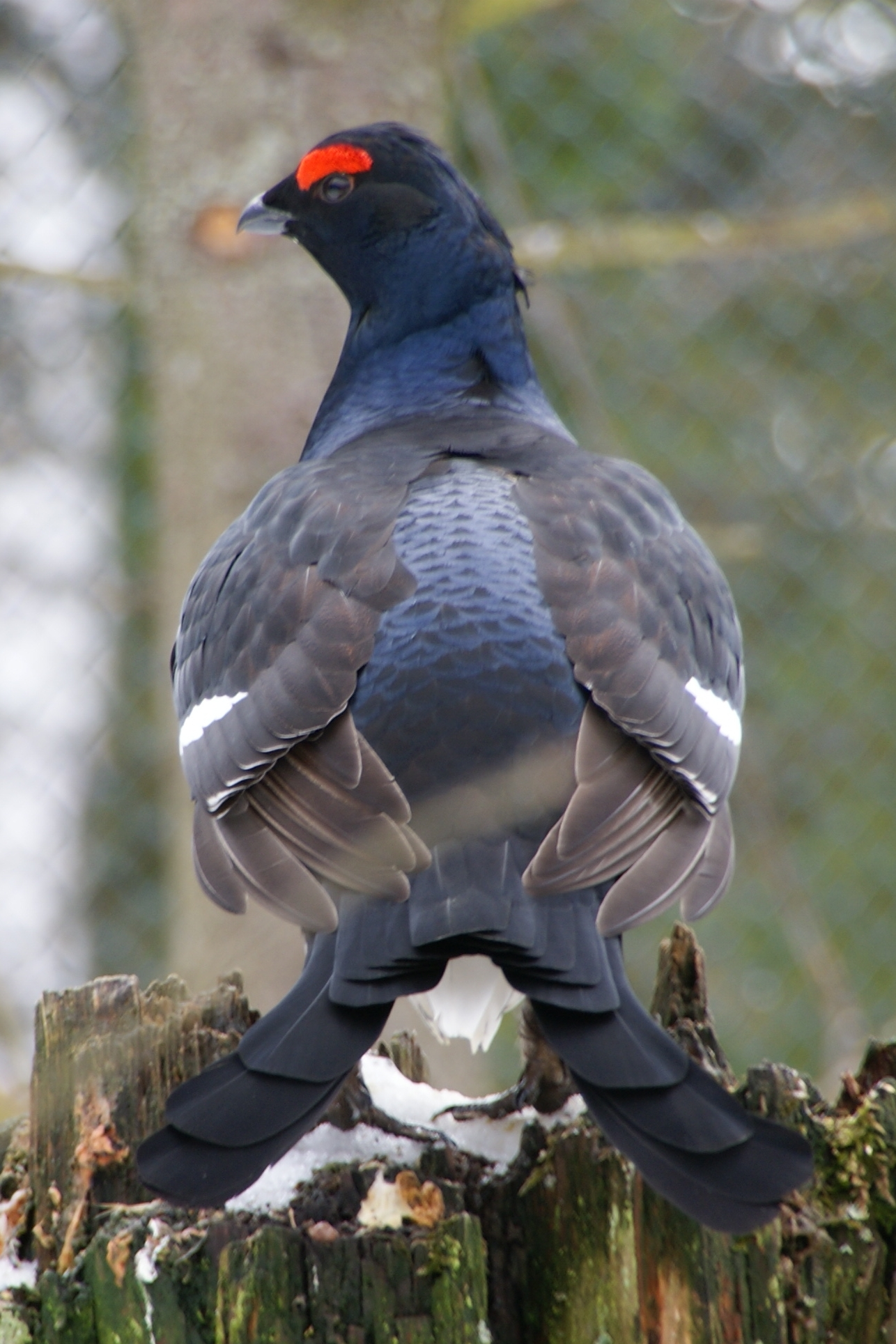
Самець тетерука

Тетерукові — молода група ряду куроподібних, яке сформувалося наприкінці третинного періоду.
До недавнього часу тетерукових розглядали як самостійну родину ряду куроподібних (Galliformes). Нині тетерукових вважають трибою родини фазанових (Phasianidae).
До складу тетерукових входить 10 родів, що нараховують щонайменше 22 види (деякі підвиди можуть розглядатися як окремі види):
- Індик (Meleagris) Linnaeus, 1758
- Боназа (Bonasa) Stephens, 1819
- Орябок (Tetrastes) Keyserling & Blasius, 1840
- Гострохвостий тетерук (Centrocercus) Swainson, 1832
- Жовтобровий тетерук (Dendragapus) Elliot, 1864
- Лучний тетерук (Tympanuchus) Gloger, 1841
- Біла куріпка (Lagopus) Brisson, 1760
- Дикуша (Falcipennis) Elliot, 1864
- Канадська дикуша (Canachites) Stejneger, 1885
- Тетерук (Tetrao) Linnaeus, 1758
- Lyrurus Swainson, 1832

Вимерлі роди
- Рід †Proagriocharis
  - Вид Proagriocharis kimballensis[1]
- Рід †Rhegminornis
  - Вид Rhegminornis calobates[2][3][note 1]